# تره‌بازلگه
تره‌بازلگه (به ایتالیایی: Trebaseleghe) یک کومونه در ایتالیا است که در استان پادووا واقع شده‌است. تره‌بازلگه ۳۰٫۷ کیلومتر مربع مساحت و ۱۱٬۹۲۸ نفر جمعیت دارد و ۲۲ متر بالاتر از سطح دریا واقع شده‌است.